# Кристина Патрашкова
Кристина Тодорова Патрашкова (р. 1962 г.) е българска журналистка. 

## Биография
Дъщеря е на известния и вече покоен проф. Тодор Патрашков.
Започва работа в редакцията на вестник „Отечествен фронт“, а след това и в „Работническо дело“.
След тръгването на първия частен всекидневник „24 часа“ се мести в него, поканена от началника си от културния отдел на „Отечествен фронт“ Петьо Блъсков, който стои начело на новата пресгрупа. След продажбата на вестника на германската групировка ВАЦ тя и група журналисти, основно от пресгрупа „168 часа“ основават вестник „Сега“. Впоследствие работи за „Монитор“ и отново за „24 часа“, а впоследствие за кратко е зам.-главен редактор на вестник „Уикенд“. В края на 2009 г. е главен редактор на новия вестник „Галерия“, който прави уникални разкрития за кратко време – записите „Ало, Ваньо“, които предизвикаха скандала около Мишо Бирата, разкритията за апартаментите на Цветан Цветанов. През февруари 2011 г. пред редакцията на „Галерия“ избухва бомба, а терористите не са открити.
Освен във вестници Патрашкова е работила и в различни телевизии. За известно време води авторското предаване „Истории с Патрашкова“ в ТВ2. Известна е с многобройните си коментари в различни риалити формати.
През септември 2012 г. влиза във ВИП Брадър 4 като първия вестникар в шоуто. От септември 2018 е част от панелистите в предаването на Гала „На кафе“.
Автор е на множество интервюта-изповеди с водещи български и световни интелектуалци и хора на културата. Авторка е на няколко книги.
Член е на журито на наградата за роман на годината „Вик“ при последното ѝ издание през 2009 г.

## Признание и награди
Носителка е на много награди, сред които „Златното перо“ за принос в българската култура, както и наградата на ВМРО „Достойнство и чест“ за най-достойна българка през 2010 година. Патрашкова дълги години отразява кинофестивала в Кан, както и други събития в областта на културата по света. През 2011 година е избрана за една от 100-те най-влиятелни жени в България.